# Fancsal
Fancsal község Borsod-Abaúj-Zemplén vármegye Encsi járásában.

## Fekvése
A Cserehát keleti részén fekszik, Miskolctól mintegy 40 kilométerre északkeletre. Közúton a 3-as főúton érhető el a legegyszerűbben, amelyről Forrónál kell letérni északnyugat felé a 2625-ös útra. Ez az út végighalad a község központján, majd tovább folytatódik a 2624-es útig, Baktakékig, tehát Fancsal ily módon a Száraz-völgy felől is megközelíthető.
A legközelebbi települések: Baktakék 3 és Forró 5 kilométerre, a legközelebbi város, Encs mintegy 6 kilométerre található.

## Története

### Középkor
Neve magyar személynévből keletkezett, amelynek jelentése fondorlatos, kancsal. A helynév Magyarországon máshol is előfordul.

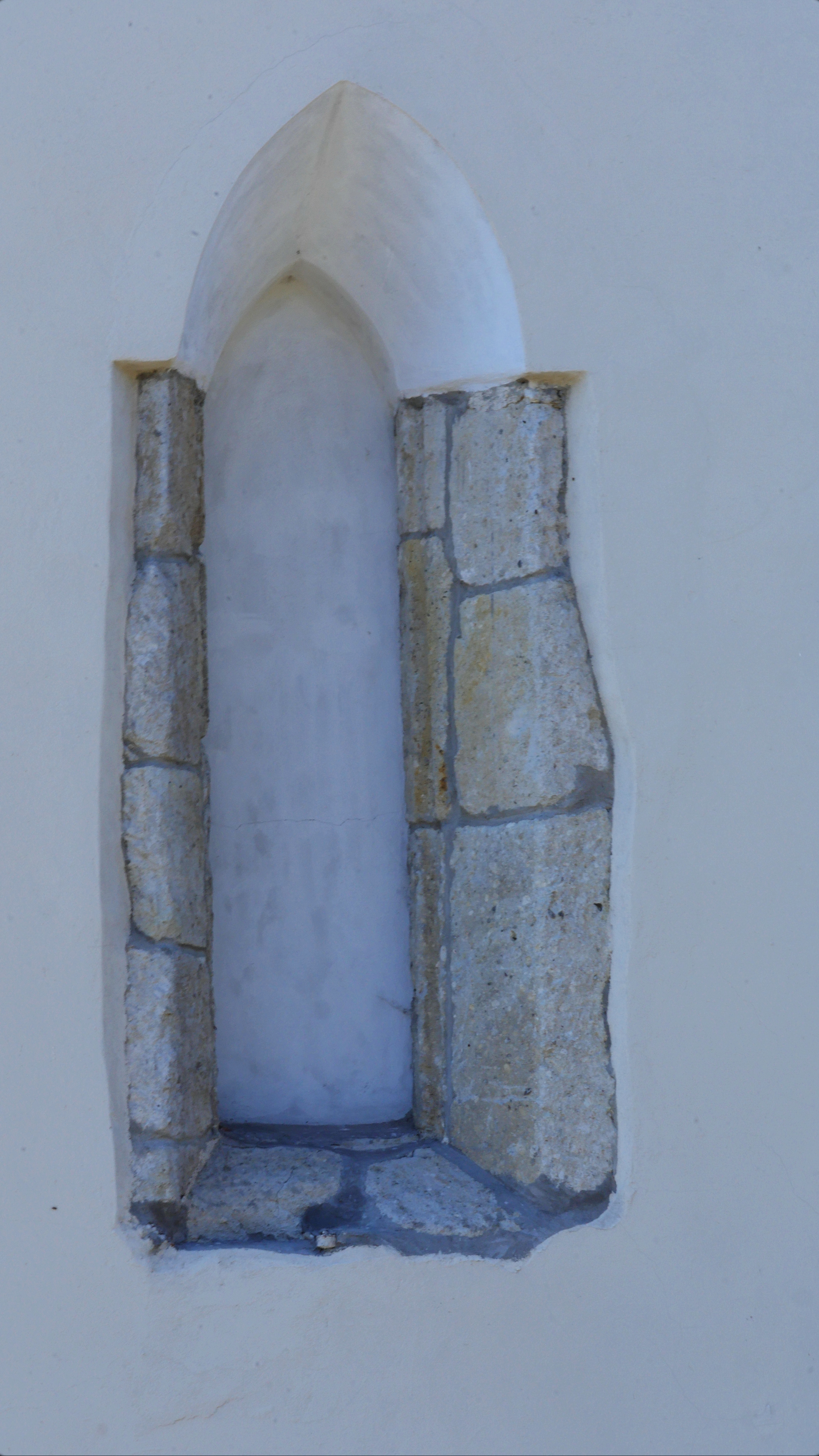
Az evangélikus templom kőkeretes, középkori ablaka

Első említése 1262-ből származik. István ifjabb király, a későbbi V. István király 1262-ben négy másik Abaújvárhoz tartozó faluval, Forróval, Devecserrel, Őzddel és Gatával együtt eladományozta Csete fia Aladár királynéi tárnokmesternek. A birtoktest majdnem egybefüggő terület volt, mivel Forró, Devecser és Fancsal és Őzd határosak voltak egymással. Az öt falu – helyesebben falu és faluhely – központja Forró volt. IV. Béla király e birtokokat korábban már eladományozta, ám az adományokat István ifjabb király érvénytelenítette, egyben Aladárnak azt a kiváltságot adta, hogy örökösök nélküli halála esetén arra hagyja, akire akarja. A Fejér vármegyéből elszármazott Aladár korábban IV. Béla szolgálatában állt, és három évig „Görögországban” tartózkodott, mint a király követe, később a herceg illetve felesége szolgálatába állott, ő volt az, aki Istvánnak hírül vitte fia, László herceg, a későbbi IV. (Kun) László születését. Az adományt az tette lehetővé, hogy IV. Béla király idősebbik fia, István herceg 1260 óta Erdély és Kelet-Magyarország egy részének, többek közt Abaúj vármegyének volt az ura, majd 1262 végén felvette az ifjabb királyi címet és hatalmát egészen a Dunáig kiterjesztette. Mivel IV. Béla, illetve V. István adománya előtt a falu királyi birtok volt, ezért az abaúji ispánok fenn akarták tartani bírói joghatóságukat, amelyet Kun László király 1275-ben vett el az ispánoktól, és minden, az uradalom falvaival, így Fancsallal is kapcsolatos ügyben a királyi kúriát rendelte illetékes bíróságul. 1309-ben Aladár felosztotta két gyermeke között birtokát, amelynek során Devecser és Fancsal az ifjabbik Aladárnak jutott, Forró és az ismeretlen Lak Jakabnak. Az erdők és bozótosok közös birtoklásban maradtak. Valószínűleg ilyen földekből állt az a terület is, amelyet Forrói Jakab fia János 1333-ban mostohanővérének, Kanicsának és férjének, Piskárosi Pócnak adott. A falu határosai a következő települések voltak: Bakta – a mai Baktakék része –, Papi – egy Fáj határába olvadt település –, Fáj, Devecser – a mai Abaújdevecser –, Toka – a mai Forró határába olvadt falu – és Forró. A Forrói család birtoklása három generáción keresztül tartott, a család a 14. század közepén kihalt. A Zsigmond-korban Fancsali család volt a falu birtokosa, tőlük ismeretlen úton került egy bárói család, a Perényi család rihnói ágának kezére. Zsigmond király 1418-ban erősítette meg Perényi Miklós királyi lovászmestert itteni jogaiban. 1427-ben újfent a Fancsali család volt az itteni földesúr, akiknek Kinizsen és Kázsmárkon is voltak birtokaik. A kamara haszna nevű királyi adó szedői 28 itteni parasztjuktól szedték be az adót. A falu a Hernádtól nyugatra fekvő járásba volt besorolva.
Fancsalról ún. nagy út vezetett Papiba. A falu 13. század második felétől templomos hely volt, egyháza a forrói egyháznak volt alárendelve. Tizede az egri káptalant illette, amelyet V. István király lefoglalt, ám ezt utóbb az egri püspök visszaszerezte, és visszaadta a káptalannak. A forrói egyház itteni fennhatósága a 14. század elején is fennmaradt, mert a falu papja az 1330-as években nem fizetett önállóan a pápai tizedszedőknek, hanem bizonyára a forrói papon keresztül tudta le a rá és híveire eső összeget.

### Kora újkor
Fancsalt a középkor végén a Fancsali család tagjai megosztva, Felső-Kázsmárkkal együttesen birtokolták. 1499-ben II. Ulászló megerősíti Fancsali Pétert, Lászlót, Miklóst és Jóbot az Abaúj vármegyei Fancsal és Felső-Kázsmárk birtokokban, s erről privilegiális oklevelet bocsát ki. A 16. században is a Fancsali (Fancsaly) család marad a falu egyik birtokosa, a 16. század elején azonban a nemesi família két ágra szakad, az egyik Abaúj vármegyében marad, a másik Liptó vármegyébe kerül, ahol Prószéken (ma: Prosiek, Szlovákia) és környékén szerez birtokokat. A család ekkortól nevezi magát, egyik ősének személynevéből, Fancsali Joób, Joób-Fancsali néven is. Az abaúji Fancsaliak azonban a 16. század második felétől lassan kihalnak, és a liptói Joób-Fancsaly vagy Fancsaly Joób-ágban él majd tovább a család, mellettük a leányági leszármazók is megjelennek. A 16. század közepén azonban még mindkét ág jelen van Abaúj vármegyében, 1559-ben Fancsali István, János, András, Tamás és Balázs együttesen kap új adományt, azaz megerősítést az Abaúj vármegyei Kázsmárk és Fancsal falvak birtokára, de az Abaúj vármegyei nemesi elitben a 16. század második felében már csak Fancsaly Balázs képviseli a családot, akit 1564-ben táblabírónak választanak meg.
Az 1552. évi dikális vagy portális adó jegyzékében azonban Fancsal birtokosaként mégsem a Fancsali család valamelyik tagját, hanem Kornis Lajost tüntették fel. Ruszkai vagy göncruszkai Kornis Lajos (†1564 előtt) unokatestvére volt nagybátyja, Kornis György fiának, az Erdélyben karriert építő Gáspárnak (1546 k.–1601) és második házasságából származó fiának, ruszkai Kornis Mihály abaúji alispánnak (1563–1565). Kornis Lajos (szülei: Kornis Péter és Gagyi Anna; felesége: feledi Feledy Anna) egyszerre volt Abaúj vármegye két jelentős nemesi famíliájának örököse, egyrészt a rezidenciáját Göncruszkán berendező Kornis családnak, másrészt a csereháti, középkori eredetű Gagyi családnak.
De nem Kornis Lajos volt az egyetlen, aki a 16. század közepén birtokot szerez a Fancsaliak falujában, 1556-ban ugyanis I. Ferdinánd Draskovich György pozsonyi és jászói prépostnak, illetve fivéreinek: Gáspárnak és Jánosnak, valamint Bojnicsics Györgynek adományozta Fancsal és Felsőkázsmárk falvakat, miután előző tulajdonosaik, Fancsali István és Lukács felségárulás bűnébe estek, és birtokaikat az uralkodó elkobozta. A horvát származású Draskovich György (1515–1587), a későbbi győri püspök és kalocsai érsek egyházi karrierje elején állt az adományozás idején, vele együtt a katonai pályát választott fivérei, János, aki Szigetvár ostromakor hal 1566-ban, illetve Gáspár is, aki királyi kapitányként 1567-ben családjával együtt báróságra emelkedik, részesedett a birtokadományból, mindhárman a Habsburg-uralkodó elkötelezett hívei voltak. A negyedik kedvezményezett rokonuk, Bojnicsics (Bojnichich) Horváth György, aki nem sokkal korábban fő adományos volt, 1556-ban ugyanis, ugyancsak a Draskovich-fivérekkel együtt, Abaúj vármegyei birtokokat kapott a királytól, többek között Buzitát (ma: Buzica, Szlovákia). Horváth György1566-ban újabb Abaúj vármegyei adományt is szerzett Berencs faluban. Draskovich György prépost és Bojnicsics György valószínűleg azért szerezhette meg 1556-ban a fancsali birtokrészt, mert a Fancsali család több tagja, így Fancsali István és Tamás, mint Bebek György (†1567) familiárisai részt vettek Réghy Kelemen (†1573 k.) abaújdevecseri majorjának kifosztásában és hangácsi erődített kastélyának ostromában. A Plavnoból (Horvátország) származó kinini (tinnini) Bojničić család tagjai már a középkor végén megjelennek a Magyar Királyságban, tinnini (knini) Horváth Bojnicsics (Bojnichich) György (†1570 k.) 1539-ben budai alvárnagy, majd az erdélyi udvarban helyettes kincstartó, 1542–1551 között Fráter György diplomatája a bécsi udvarnál. Bojnicsics György Thegzes Katalintól született fiai: János, putnoki várkapitány (1586–1588), Gergely és Máté, akik 1574-ben Békés vármegyei örökölt birtokaikról egyezkednek, az Abaúj vármegyei Buzita birtokról buzitai Horváthnak is neveztetik magukat. A családból a 17. században Bojnicsics Horváth Mihály él Abaúj vármegyében, 1633–1634-ben táblabírónak is megválasztják.
A Fancsaliak további jószágvesztése 1560-ban következett be, amikor az uralkodó Fancsali Tamás és Balázs buzitai, fancsali és felsőkázsmárki birtokrészeit elkobozta, mert a két rokon súlyosan megsebesítette egymást, s ezzel felségsértést követett el. Az adományosok: Ludbreghy István deák és Török Kristóf. A dicsházi vagy dicházi (ma: Homrogd része) előnévvel is ismert Török Kristóf abaúji kisbirtokos volt Szőlleden (ma: Hernádvécse része), és a Tomoriak familiárisa. A horvátországi származású Ludbreghy István deák (†1590) nem az abaúji nemesi körbe tartozott, Trencsén vármegyében volt birtokos, családjának férfiága vele kihalt, örököse lánya, Dorottya és veje, Szeghy István lett. Királyi adománnyal szerzett birtokaik további sorsa nem ismert.
A Fancsali/Fancsaly család tagja, Fancsaly Lőrinc nem bűnügye miatt került ki Fancsal birtokosai közül, hanem török fogsága miatt, kiszabadításáért ugyanis 9 fancsali és 2 tiszaszalóki jobbágytelekkel fizetett 1575-ben Panka Péternek, aki a váltságdíjat letette érte. Panka Péter az Abaúj vármegyei Füged (Középfüged) erődített kastélyában kezdte karrierjét várnagyként. A Figedy család kastélyát az erdélyi és királyi hatalom közötti háború idején gersei Pethő János kassai kapitány 1558-ban erődítéssel látta el, és őrséget telepített bele. Ennek az erődített kastélynak lett várnagya rugyási Panka Péter (†1609), aki karrierjét családi kapcsolataival is építette, elvette ugyanis Kornis Lajos (†1564 előtt) nagybátyja, ruszkai Kornis György (†1551) özvegyét, így bekerült a Kornis családba.

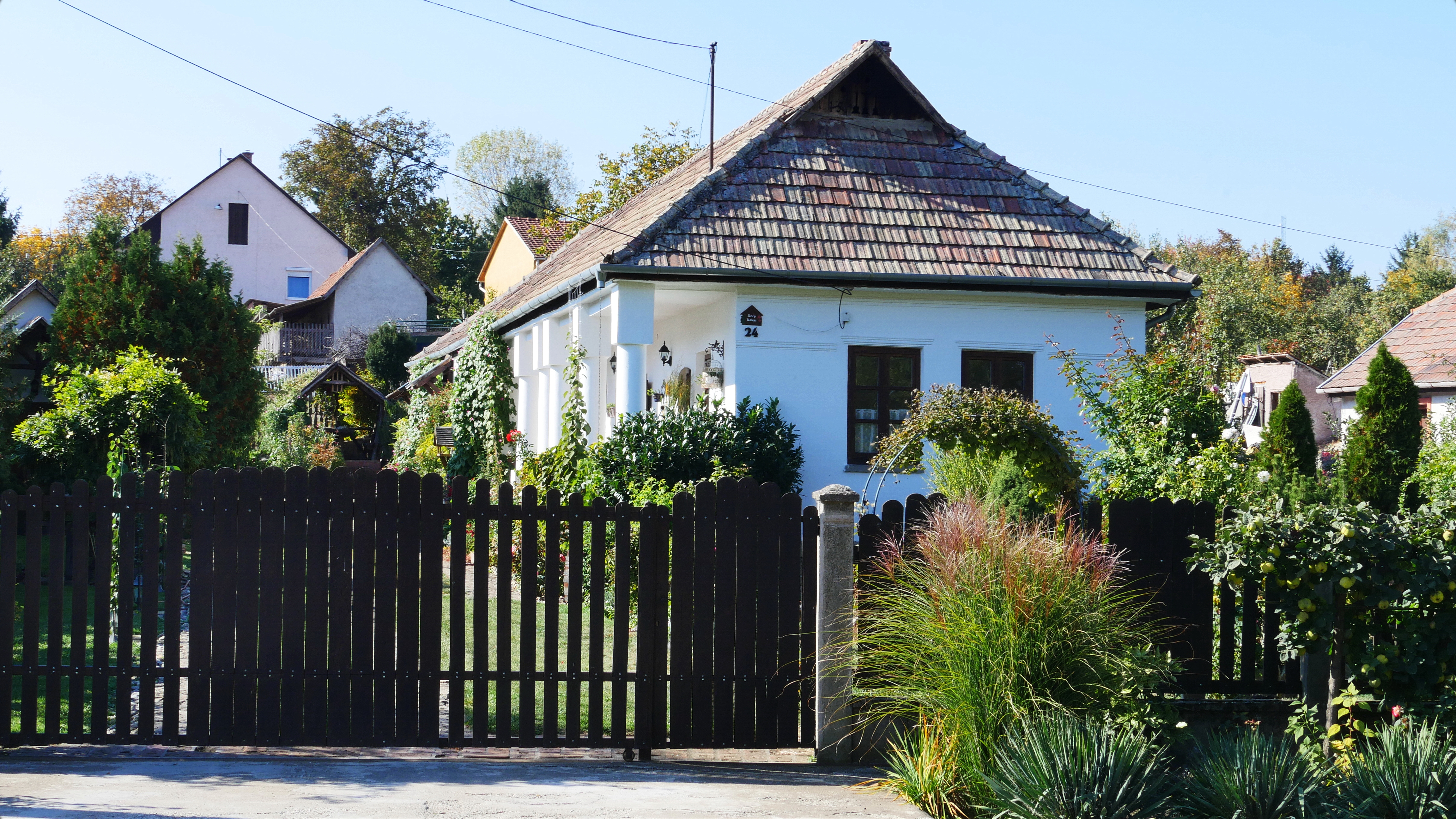
Tornácos népi lakóház

A 16. század közepétől a Fancsaly család tagjai mellett már más családok is részesei Fancsal közös birtoklásának, ez a conpossesoratus néven is ismert birtokjogi forma a Cserehát többi falujára is jellemző a kora újkorban. Fancsal a Fancsaly család házassága révén is szerzett új birtokosakat a 16. század második felében, Fancsaly Tamás ugyanis 1540 körül feleségül vette az 1520 körül született gibárti Bor Annát, Bor Pál és fügedi/figedi Figedy Dorottya lányát. Gyermekeik: Fancsaly Margit (Szalkay Györgyné) és Éva (fulókércsi Fuló János felesége) révén a férjek családja is érdekelt volt Fancsalon. De Bor Anna fivére, gibárti másként figedi Bor János (†1586/87), illetve fiai: György (†1590) és Ferenc (†1590) is bekerültek a birtokosok közé. A két fivér azonban nem sokkal halála előtt súlyosan megsebesítette egymást, ezért hűtlenségbe esvén, birtokaikat a király 1588-ban elkobozta, így került helytartói adománnyal összes gibárti, büdi és fancsali birtokrészük Feyn Lukács harmincadoshoz. Bor János legkisebb lánya, Anna 1582-ben még hajadonként szerepel Fancsal birtokosai között, de a 16. század végétől már Török Miklós feleségeként együtt lesznek birtokosok Fancsalon és többi jószágukban egészen 1618-ig. 1610-ben Török Miklós új adományt, azaz megerősítést kap közép-fügedi kúriájára és jobbágytelkeire, valamint Fancsalon 9 zsellértelekre és egyéb gibárti, büdi jószágokra. A század végén a Bor család fiágon kihalván, Bor Anna és férje mellé új birtokosokat helyez Fancsalra az uralkodó, a Farkas családot. Bor János fiainak abaúji birtokrészeit – Gibárt, Fancsal, Fulókércs, Vécse – ugyanis Farkas Pál, a szatmári végvár udvarbírája és fivére, István, az országbíró és a kisebb királyi kancellária jegyzője kapta meg adományba I. Rudolftól 1592-ben. Egy jó évtized múlva, 1610-ben II. Mátyás király megerősítette Farkas Pál fiát, Istvánt az apja által szerzett birtokokban: Gibárt, Fancsal, Fulókércs birtokrészek és Vécse (ma: Hernádvécse) teljes falu birtokjoga. 1609-ben a család másik tagjáé, Farkas Mihályé lett Panka Péter magvaszakadtával a királyra háramlott gibárti birtokrész, nádori adományból, 1611-ben pedig Farkas Mihály (később tokaji alkapitány) és fiai: János, György armálist nyertek az uralkodótól. A 17. században az adományos család már gibárti Farkas néven ismeretes Abaúj vármegyében.
Fancsal közbirtokos nemessége megosztva birtokolta a falut, a sokszor rokoni kapcsolatban is álló földesurak jobbágytelkenként, jobbágyonként osztoztak meg egymás között a nemesi jószágon. A 17. század második felében Fancsalon birtokos lett a Zemplén vármegyei eredetű monoki Monaky (Monoky) család is, amely szoros rokoni szálakkal kötődött a Cserehát nemes családjaihoz. 1672-ben a kamara összeíratja a rendi szervezkedésben részt vett ifj. Monaky István (id. Monaky István és Fuló Margit fia) birtokait, kastélya és majorsága, és jobbágytelkei nagy része is Abaújdevecserben van, de az ekkor már pusztaként említett Fancsalon is van 2 desertája, azaz egykor lakott jobbágytelke. A Cserehát ősi nemesi famíliája, a Szemerék is számos faluban birtokoltak a Csereháton, így a 17. század második felében Szemere Pál (†1652) országgyűlési követ, kamarai tanácsos és Putnoky Klára (†1667) fia: szemerei Szemere László (†1677), 1667–1672 között zempléni alispán az egyik fancsali földesúr. Amikor Szemere Lászlót, a szemerei kastély és uradalom urát a Wesselényi-féle szervezkedésben való – koholt vádak alapján megállapított – részvétele miatt 1670-ben elfogták, apró fancsali birtokrészét is elkobozták, Fancsal pusztán ekkor 1 elhagyott jobbágytelkét vették fel a birtokleltárba.
Abaúj vármegye déli része a Hódoltság terjedésével a füleki, a hatvani, majd az egri törökök célkeresztjében volt. Így az oszmán hódítók az 1554-ben elfoglalt füleki várból már korán igyekeztek adófizetővé tenni Dél-Abaúj falvait, a füleki szandzsák 1559. évi összeírásában Perecse, Szászfa, Petri, Szala, Devecser, Fancsal és Detek szerepel, míg 1570-ben már két szandzsák osztozott a csereháti falvakon, Fülekhez tartozott Büttös, Szászfa, Szend, Kécs (Fulókércs?), a hatvanihoz Litka, Forró és Beret. Fancsal a közeli Gömör vármegyei Gergelyfalvával, Mellétével (ma: Felsővály/Vyšné Valice része, ill. Meliata, Szlovákia) és a borsodi Kelecsény pusztával, illetve más településekkel együtt a füleki szandzsák 1559. évi tímárdefterében Musztafa bin Báli bég tímárbirtokaként szerepel, évi jövedelmét ekkor 500 akcséra becsülték a füleki defterdárok, de a későbbi füleki adóösszeírásban, az 1579. évi dzsizje-defterben nem szerepel. Kérdés, hogy a fancsali jobbágyok fizettek-e valaha földesúri javadalmat, illetve szultáni adót a 16. században.

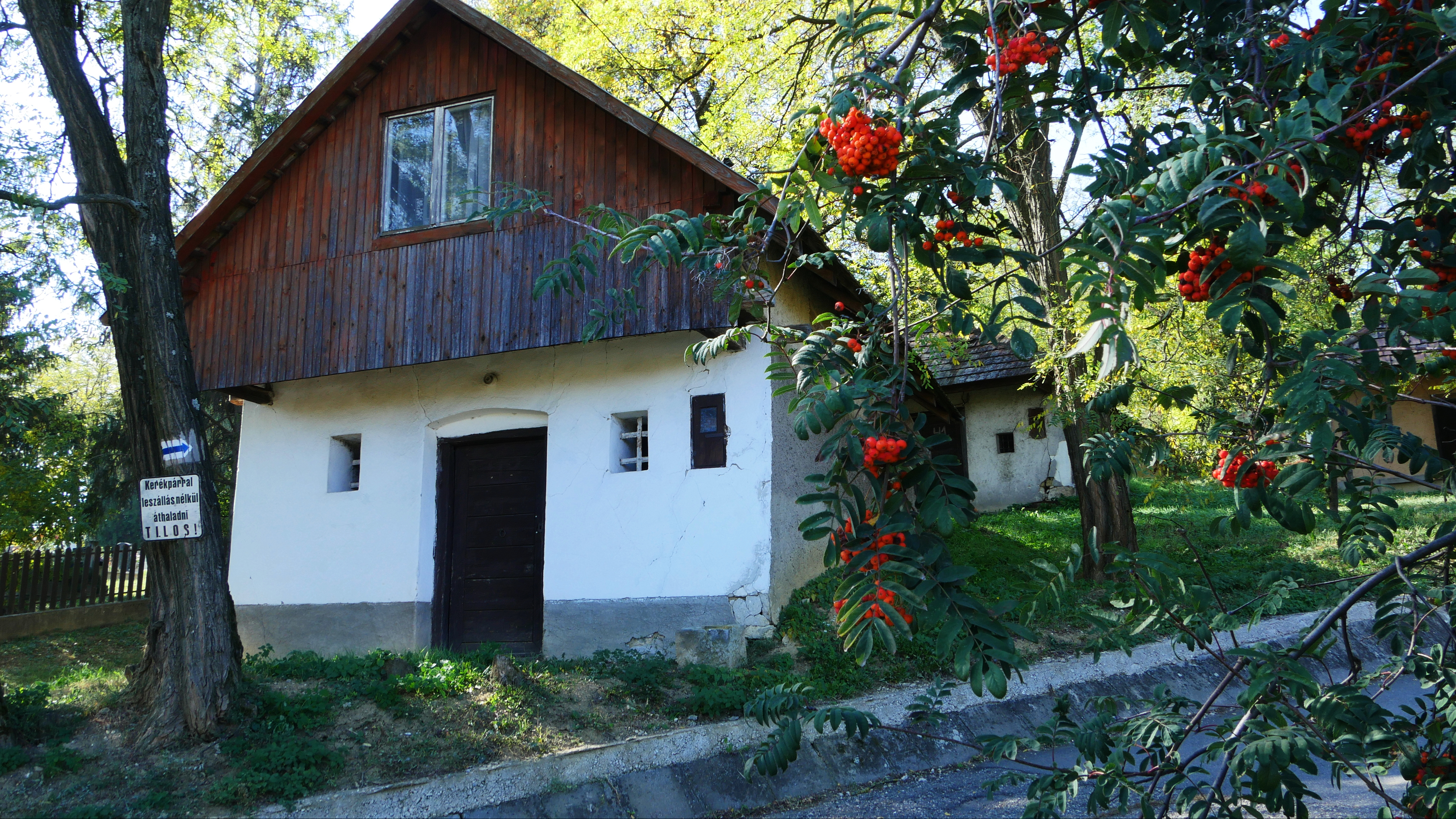
Pincesor

Fancsal a 16. század közepén alacsony vagy közepes termelési képességű és népességű faluként jelenik meg a dikális vagy portális néven is ismert adóösszeírásban, 1532-ben a falu jobbágyságára 5 porta mint adóegység alapján vetik a királyi adót. AZ 16. század közepére ez az érték a felére csökkent, 1553-ban már csak 2,5 a portaszám a több nemes által birtokolt faluban, ahol 6 zsellért és 3 puszta telket és nemesi kúriákat és majorságot is feljegyeztek az adórovók, valamint 3 újjáépülő jobbágygazdaságot is. Mivel Fancsalnak a kora újkorból nem ismeretes az urbáriuma, nem tudjuk, a 2,5 adóporta mögött hány jobbágygazdaság és hány zsellér feltétezhető. 1556-ban, amikor a nótáztatott két Fancsali-fivér birtokrészeit Draskovich György szepesi prépost és Horváth Bojnicsics György kapta meg, Felsőkázsmárk és Fancsal falvakban összesen 32 jobbágytelket adományozott el a király. 1553 után Fancsal csak 1598-ban jelenik meg ismét a portális jegyzékben, ekkor ugyanis a középkori eredetű porta mint adóegység helyett a ház lesz az adókivetés alapja. Az adórovók 19 háznyi adóalapot jegyeznek fel, ami Fancsalt szintén a közepes termelőképességű és népességű korabeli falvak sorában helyezi el. A következő évben, 1599-ben Fancsalt is elpusztítják a Cserehátra betörő tatár csapatok, ráadásul a felső-magyarországi főkapitányságra frissen kinevezett Giorgio Basta (1550–1607) a tatár hadak ellen az abaúji Méra mellett vonja össze csapatait, s az itt felállított tábor királyi katonasága is hozzájárul a csereháti falvak kifosztásához. Falujuk felégetéséről maguk a fancsali és környékbeli jobbágyok vallanak az adószedőknek 1599-ben. 1600-ban a tatár sereg és a királyi katonák pusztításai mellett még a pestis és az éhség is sújtja a felégetett csereháti településeket, köztük Fancsal lakosságát, amely a 17. század elején, 1603-ban és 1604-ben 2 adóház után fizeti az állami adót, a továbbiakban azonban már nem fizeti a jobbágyokra kirótt rovást. Fancsalt ugyanis 1618-tól már taxás faluként tartják számon, ahol nem vetnek ki rovásadót, hanem a település taxás nemesei meghatározott összeget, ún. taxát adnak évente a királynak. Ez az összeg 1618-ban 3 Ft, 1624-ben 2,5 Ft, 1630-ban pedig már csak 1 Ft 15 dénárt tesz ki. 1635-ben az adórovók a fancsali taxásokat név szerint is feljegyzik, taxájukkal együtt: Veres Péter (15 dénár), Szabó Mihály (15 dénár), Cecei Gáspár (12 dénár), Szabó Tamás (15 dénár), Balogh Mártonné (9 dénár), Vatai Pál libertinus (15 dénár), Szabó Zsigmond (15 dénár), Szabófia Mihály (12 dénár), Szabó István (12 dénár), rajtuk kívül az alábbi libertinusokat írták össze: Vasi Pál, özv. Szabó Lukácsné, Szabó Mihály, Szabó István; a Szabó nevűek feltehetően egy helyi nagycsaládhoz tartoztak. 1648-ban már pusztaként veszik fel Fancsalt az adójegyzékbe, egytelkes nemesei taxát sem fizetnek, a falu a 17. század második felében nem szerepel az adójegyzékben, az 1696. évi országos jegyzékben sem tűnik fel Fancsal, de 1707-ben, mint kuriális falunak, ¼ adóportára becsülik a gazdasági erejét. Fancsalt a 17. században taksás nemesek által lakott falunak tekintették, dézsmakötelezettsége azonban nem szűnt meg, a kamara által bérelt és királydézsmának nevezett egyházi tizedet gabona- és bortermésük után továbbra megkövetelték a parasztoktól. Fancsal, a legtöbb csereháti faluval ellentétben, nem került török uralom alá, az egri törökök 1640. évi gagyvölgyi hódoltató pusztítása után tartott Abaúj vármegyei tanúvallatásnál a fancsali jobbágyokat nem kérdezték meg, hogyan hódolt meg a falu oszmán földesurának. Talán Fancsal ekkorra már pusztává lett, vagyis néhány lakosától nem remélhettek járadékot a törökök.
Fancsal legkorábbi dézsmajegyzéke 1558-ban való, ekkor Nemes Gergely volt a falu bírája, s mellette 9 jobbágy adott – jobbára őszi, s csak kevés tavaszi – gabonatizedet (Nemes Gergely, Csebik Antal, Doma Péter, Kántor Balázs, Domonkos Demeter, Domonkos Bereck, Doma Ambrus, Varga Gergely, Domonkos András, Varga Pál, Simon, Gagyi Lukács, Domonkos János). A legtöbb termése Doma Ambrusnak volt, 170 kalangya, illetve Varga Gergelynek: 13 kalangya őszi búza. A telkes jobbágyok mellé 3 zsellért felvettek a jegyzékbe (Simon, Gagyi Lukács, Domonkos János), nekik nem volt dézsmálható termésük, ezért ún. kereszténypénzt fizettek. 1560-ban bortizedet csak négyen adtak, s közülük csak Béres Simon volt helyi, hárman (Csele Ferenc, Csele Bálint, Kis Balázs) ún. extraneus, azaz máshol lakó termelők voltak. Az 1572. évi dézsmáláskor, Bőres (Béres) Simon bíróságában, 12 jobbágy szolgáltatott 16 kalangya őszi búzát és 13 kalangya tavaszi gabonát, ugyanebben az évben már 7 helyi és 21 extraneusnak volt bortermése, vagyis az 1560-as években felfutott a fancsali szőlészet. 1582-ban Domonkos János bíró vezetése alatt 6 jobbágytól alig 1,5 kepe gabonát dézsmáltak, ekkor 9 zsellér fizette a kereszténypénzt. Állatvagyona csak kevés jobbágynak volt, 1590-ben két jobbágy fizetett 3 rhénes Ft 76 dénárt 84 bárányt és 52 kecskét kitevő szaporulata után. A tizenötéves háború idején erősen lecsökkent Fancsal parasztságának dézsmálható termése, 1606-ban, amikor Tóth Gergely volt a bíró a faluban, 13 jobbágy (Lénárt István, Szabó Zsigmond, Kántor János, Nagy Tamás, Csáki Mihály, Doma Gergely, László Mihály, Nagy Gergely, Doma Györgyné özv., zsellérek: Laki Lőrinc, Major Miklós, Nemes Ambrus, Csende Jakab) csupán 10 (egyenként 30 kévét tartalmazó) kalangya őszi és 8 kéve tavaszi búzát adott, a legtöbb termést Lénárt István és Doma Gergely takarított be. Bortermése viszont csak 5 helyi és 1 külső jobbágynak volt 1606-ban, 13 köböllel; 1607-ben pedig 11 szőlőtermelőtől 10 köböl bort vittek el dézsmások, akiket Doma Gergely helyi bíró segített. A legutolsó ismert dézsmalista 1613-ból való, amikor Kis János volt a bíró, az összes bortized 6 egri köböl 17 iccét tett ki, ez 12 jobbágy (Lénárt János, Lénárt István, Kántor János, Centre Jakab, Nagy Tamás, Domonkos István, Lakatos István, László Mihály, Laki György, Basa Gáspár, Bakó Benedek) terméséből származott, a legtöbbet Bakó Benedektől dézsmálták (1 egri köböl 15 icce). A dézsmajegyzékek alapján az 1570-es és az 1710-es évek között két törzsökös fancsali jobbágycsalád, a Domák és Domonkosok bizonyosan megőrizték integritásukat. A 17. közepétől Fancsal már elveszítette mezőgazdasági termelőképességét, s jórészt népességét is, 1683-ban a dézsmaszedők is puszta faluként vezetik be a jegyzékbe.
Fancsal lakosai, urai, a borsodi és abaúji régió legtöbb településéhez hasonlóan, a 16. század második felében a reformáció hívei lettek. A falu egyháza az 1567. évi debreceni zsinaton a Helvét Hitvallást aláíró abaúji, más néven kassavölgyi református seniorátushoz (esperességhez) tartozott, amely a 16. század végén egyesült a tornai egyházakkal, és ettől kezdve abaúj-tornai egyházmegyeként működött. Fancsal vallásos közössége, gyülekezete nem rendelkezett önálló egyházzal, a 16. század végéről és 17. század első évtizedeiből fennmaradt források mindig mint leányegyházat említik, ahová az anyaegyházból jár ki a református lelkész. Fancsal a szomszédos Forró református egyházához tartozott, mint fília, Devecserrel együtt. Első ismert lelkésze Alattyáni Mózes volt 1585–1586-ban, a következő évben pedig Athinai Simon lesz a forrói és fancsali, valamint devecseri református prédikátor. 1594–1596 között Tállyai Turóc Márton a forrói lelkész, 1606-ban pedig Dali János, később Szántai Balázs (1608), Salánki Mihály (1610–1613), Thuri István (1619–1620), Palóci Balázs (1620), Szentmargitai Mihály (1621) és Apáti György (1623) szolgált a forrói református anyaegyházban és leányegyházaiban. 1645-ból ismert a rektor neve is: Szőlledi János. Fancsal református híveit nemcsak lelkész, hanem tanító is szolgálta, feltehetően együtt a forrói gyülekezettel, a forrói lakosok ugyanis egyházi szolgálatukért egyaránt fizettek a prédikátornak és a mesternek, azaz a református tanítónak a 17. század elején. A lelkésznek a saját ekével szántó fancsali telkes jobbágyok évenként és családonként egy kalangya búzát adtak, a cimborás, azaz közös ekével szántó parasztok pedig egy keresztet, a zsellérek fél köböl szemes gabonát vagy 15 kévét. A jövevények, azaz nem helyi lakosok és a szolgák semmivel tartoztak. A hívek külön fizettek az esketésért, 40 dénárt, keresztelésért egy tyúkot és egy kenyeret adtak, az ilyenkor szokásos komapénzt a tanító kapta. Temetésért 12 dénárt kért a lelkész, de felét a tanítónak adta. A fancsali jobbágyok 4 szekér fát vittek forróra évente a lelkésznek, a tanítónak pedig 20 szekérrel, 1601-től azonban a lelkész és a tanító szabadon vihetett tüzelőt a fancsali erdőből. A fancsali hívek kötelessége volt a lelkészt szőlőkarókkal és épületfával ellátni, ha szükség volt rá. A fancsali református leányegyház hívei a középkori eredetű helyi kőtemplomot használták.
Fancsalt így jellemzi Bél Mátyás az 1730-as évek elején készült és a 21. századig kéziratban maradt, Abaúj vármegyét latin nyelven leíró monográfiájában: „67. Fancsal Tengerfalvától keletre fekszik egy völgyben, más falvaktól elkülönülve. Majdnem az összes szántóföldje déli fekvésű domboldalakon húzódik. A rétek a völgy közepén terülnek el. A szőlőket csak 1726-ban kezdték újra művelés alá fogni. Kiterjedt erdei vannak, makkban bővelkednek. Földesurai az innen származó Fancsaliak, akik nemesi előnevüket a faluról vették. Szomszédja délről Forró falu.”

### 18. század
A község népességének egészéről a 18. század második felétől áll rendelkezésre megbízható adat. II. József népszámlálása volt az első olyan összeírás, amely a teljes lakosságra kiterjedt, és ennek adatai szerint 1785-ben Fancsal honos népessége 509 fő volt. Ludovicus Nagy 1828-ban megjelent népességstatisztikai munkája szerint viszont ekkor már 782 főt tartottak nyilván a faluban, amivel a község a Cserehát ekkoriban egyik legnépesebb településének számított. A házak számában is számottevő növekedés mutatkozik: II. József idején még 63, 1828-ban viszont már 106 házat jegyeztek fel az összeírók. A Fényes Elek mintegy két évtizeddel később napvilágot látott Geographiai szótárában található 411 fős népességszám viszont visszaesést sejtet, ám ennek értelmezéséhez nincs támpontunk. Az 1828-as országos adóösszeírás idején 69 személy után kellett adót fizetni a faluban. Az 1760-as évek végén, az úrbéri összeírás adatai szerint 10 és ¼ teleknek megfelelő úrbéres földállomány volt a faluban (amely összesen 334 kataszteri holdat tett ki), amely 25 jobbágy és 4 házas zsellér, valamint családjuk megélhetését biztosította, a nem sokkal később keletkezett népszámlálás pedig, amely a majorsági földekre is kiterjedt, 36 jobbágyról, 49 házas és 25 házatlan zsellérről adott számot. Vályi András Fancsal határát termőképesség szempontjából úgy jellemezte, hogy a föld egy része „soványas”, más része viszont „jól termő”, és összességében első osztályúnak minősítette. A falu „szőlő hegye meglehetős és elég tágas” Vályi szerint, ami lehetőséget adott a borászkodásra.
A település keresztény lakosságának felekezet szerinti megoszlásáról bizonytalanok az adataink. 1828-ban 539 protestáns lakosra 212 katolikus esett, Fényes Elek 1850-ben kiadott, ám valószínűleg évekkel korábbi helyzetet tükröző számai viszont kiegyenlített képet mutatnak, mert ekkor 183 evangélikus és 4 református lakosra 167 római és 32 görögkatolikus jutott. Ezt a bizonytalanságot tovább fokozza, hogy egyházszervezeti szempontból is ellentmondanak egymásnak a rendelkezésre álló adatok: Korabinszky 1789-ban katolikus egyházközséget említett, Vályi András a századfordulón katolikus ezen kívül egy evangélikus gyülekezetről is tudott, Nagy Lajos és Fényes viszont csak a lutheránusok anyaegyházáról tett említést. A falu etnikai összetétele viszont egyértelmű, ugyanis a kor minden statisztikai írója teljesen vagy többségében szlovák településként mutatta be Fancsalt. A faluban már a 18. században megkezdődött a zsidók megtelepedése is (1785-ben 3 izraelita háztartást regisztráltak), de számuk a 19. század első felében nem gyarapodott jelentősen (1828-ban 31, 1850-ben 25 izraelita élt a faluban).
A község legfontosabb földesurai a fancsali Joób nemzetség tagjai voltak; az úrbéri összeírás idején a nyolc jobbágy fölött rendelkező Joób Sándor, valamint Joób Pál és Mihály. A Joób családnak kúriája is állt a faluban, feltehetően ezt nevezte Korabinszky „Kastell”-nak.
Rajtuk kívül ekkor Sárossy Lászlónak és Dobay Erzsébetnek volt úrbéri teleknek minősülő földje a faluban. A II. József korában végrehajtott népszámlálás szerint az egész faluban négy nemes férfit írtak össze, így valószínűsíthető, hogy – a szomszédos Berettel ellentétben – Fancsalon nem lakott jelentős számú kisnemesség a korszakban.
A település életébe érdekes bepillantást enged egy különleges forrás: az evangélikus gyülekezetet 1719-től vezető Clementis János lelkész négy évtizeden keresztül írt, latin nyelvű naplója. Clementis feljegyzései alapján nem csak egy protestáns pap a kegyúrhoz, a vármegyei hatósághoz és lelkésztársaihoz fűződő viszonya válik láthatóvá, de a napló a fancsali földműves nép gazdálkodásáról is sokféle adalékot nyújt. Egy másik a korszakból fennmaradt forrás, az evangélikus egyház anyakönyve pedig arról tanúskodik, hogy a környék egyedüli lutheránus lelkészeként a fancsali lelkész a térség számos falujának lakói körében végzett szolgálatot, és többek közt a fancsali Joób család gyermekeit is ő keresztelte. Amikor 1831 július végén Fancsalt is elérte a Magyarországon ekkor megjelenő kolerajárvány, és emiatt a megszokottnál sokkal sűrűbbé vált az evangélikus pap temetési feladata, teendője, a szeptember közepéig e betegség miatt elhunyt 45 fő összesen 13 további településről származott a többséget képező helybelieken kívül.

### 19. század

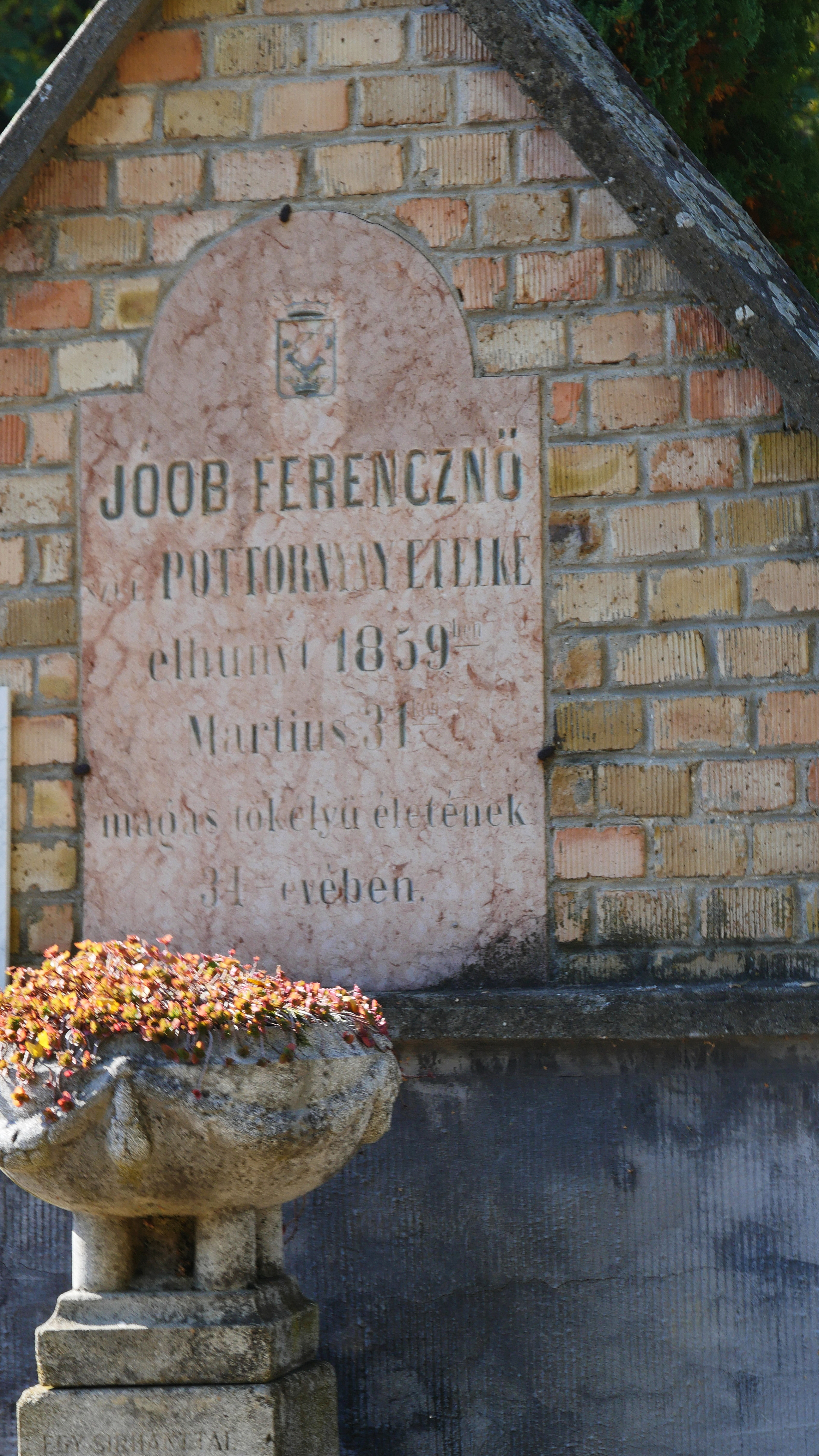
Joob Ferencznő Pottornyay Etelke síremléke

Fancsal népessége a 19. század második felében csökkent (1850-ben 582 fő, 1880-ban 511 fő, 1900-ban 454 fő), amit a természetes szaporodás és a migráció alakított. A születések aránya meghaladta a halálozásokét (1900 és 1910 között 38‰, illetve 23,2‰), az ebből adódó gyarapodást azonban az elvándorlás ellensúlyozta (ebben az évtizedben körülbelül 30–35 fő hagyta el a falut). A lakott házak száma szintén csökkent (1880-ban 86, 1900-ban 79).
A 18. században evangélikus szlovákokat (tótokat) telepítettek a községbe, akik nyelvi magyarosodását nehéz nyomon követnünk. Fényes Elek 1851-ben Fancsalt „tót falunak” nevezte, az 1880-as népszámlálás már csak 21, a két évtizeddel későbbi 5 „tót” anyanyelvű lakost regisztrált. Az evangélikusok a 19. század végéig többségben maradtak (1880-ban 260 fő, 51%, 1900-ban 247 fő, 54%), rajtuk kívül a századfordulón római katolikusok (120 fő), görögkatolikusok (38 fő), reformátusok (37 fő) és izraeliták (12 fő) éltek a faluban. A magyarosodásban a Tállyán született lelkésznek, Rőczey Jánosnak (1814–1898) volt szerepe, aki 1856-ban került Fancsalra, először szlovákul prédikált, ám 40 év alatt a települést „teljesen magyarrá tette.” Fia, ifjabb Rőczey János néptanító (1850–1883) szintén „áldás volt községe tót ajkú lakosságára”, és az alfabetizáció terjedése is a magyarosodást, illetve az akkulturációt segítette: 1880-ban a népesség 42%-a, 1900-ban a 66%-a (a 6 éven felüliek 77%-a) tudott írni és olvasni. (Fancsal ismert evangélikus lelkésze volt a Rőczeyt váltó Domján Elek, aki történetírással foglalkozott, és II. Rákóczi Ferenc önéletrajzát fordította magyarra.)
A település földhasznosítására a 19. század közepén a szántóföldek és az erdők magas aránya jellemző (az előbbiek területe 1865-ben 1064 kataszteri hold, a faluhatár 55%-a, az utóbbiaké 611 hold, 31%). Az 1860-as, 1870-es években a 100 holdnyi úrbéres legelőt feltörték, erdőket irtottak, aminek a következtében a szántók területe1895-ig 1195 holdra emelkedett, az erdőké 362 holdra, a legelőké 11 holdra csökkent. A jó bort termő szőlőket (1865-ben 54 hold) az 1880-as években terjedő filoxéra tette tönkre.
Az ősi fancsali Joób nemzetség birtokai a 19. századra szétaprózódtak, és a településen a liptói ágból származók, illetve a Liptó vármegyéből Abaújba visszatelepedők utódai rendelkeztek részbirtokokkal. Joób Zsigmond művészi pályára ment, 1840 és 1846 között a Nemzeti Színház tenoristája, és a bécsi operában is fellépett. Bátyja, Gusztáv az 1838–1839-es évadban a Kassai Színház direktora, de ez a vállalkozása sem volt anyagilag sikeresebb a gazdálkodásnál: a színészeket és a hitelezőket sem tudta fizetni, ezért csődbe jutott.
A 19. század második felében a fancsali Joób-javak részben nőágon öröklődtek, részben haszonbérlők kezébe kerültek. 1895-ben Téglássy József felesége örökségén, valamint a Joób Gusztávtól bérelt földön, összesen 762 kataszteri holdon gazdálkodott (családi-gazdasági stratégiákkal tehát mód nyílt a részbirtokok átmeneti egyesítésére), özvegy (prószéki) Joób Adolfné 370 holdas birtokát Fried Ignácz bérelte.
Nemcsak a nemesi, hanem a paraszti famíliák (olykor hosszabb idejű) folytonossága is jellemző a falusi közösségekre. Amriskó András 1751-ben települt Sáros vármegyéből Fancsalra, az Amriskók a jobbágyfelszabadítás időszakában a legnagyobb telekhányaddal rendelkeztek, majd Amriskó Andrást községi bíróvá választották. Fia, az 1897-ben született ifjabb Amriskó András a társadalmi emelkedés tipikus példájaként uradalmi gazda lett.

### 20–21. század
Fancsal 1910-ben Abaúj-Torna vármegye Szikszói járásához tartozott. A kisközség 1 696 kat. holdon (= 976 hektár) terült el, lakosainak száma 495 volt. A hat tót és egy német kivételével teljes egészében magyar anyanyelvű faluban sokféle egyház képviseltette magát. A vezető felekezetet adó 228 fős evangélikus közösség mellett 172 római katolikus, 58 református, 28 görögkatolikus és 9 izraelita hívő élt a községben. A lakosság túlnyomó többsége a mezőgazdaságban talált megélhetést, amiben változás az 1960-as évektől kezdődött.
Az 1914-ben kitört első világháborúból Fancsal lakossága is kivette a részét. Ám a hadba indultak közül nem mindenki tért vissza: Arnoczki András, Finta István, Hornyák István, Jakubcsik István, Kiss Ferenc, Kovács József, Milyó András, Milyó János, Németh János, Sedlák András, Szőke András, Szalipszki József és Tyukodi János.
A vesztes első világháborút lezáró trianoni békeszerződés közigazgatási változásai következtében Fancsal az Encsi járás része lett. A település lélekszáma a háborús évek ellenére 1920-ra jelentősen, 565 főre növekedett, s ekkor 8 tót lakos alkotta a nem magyar anyanyelvű kisebbséget. A vallásfelekezetek közül mindegyik gyarapodást mutatott: 248 evangélikus, 186 római katolikus, 64 református, 42 görögkatolikus és 25 izraelita élt a községben. 1941-re a falu lélekszáma némileg visszaesett, 557 főre, ám mindössze 2 szlovák anyanyelvű lakost jegyzett fel a statisztika a magyarok mellett. Továbbra is az evangélikusok 247 fős közössége volt a legnépesebb, miközben 165 római katolikus, 91 református és 51 görögkatolikus is élt a községben. Új fejleményként megjelent 3 görög keleti hívő, de már egyetlen izraelitát sem regisztráltak. Az egykori zsidóság emlékét ma a község szélén, a pincesorok közötti réten álló néhány sírkő őrzi.

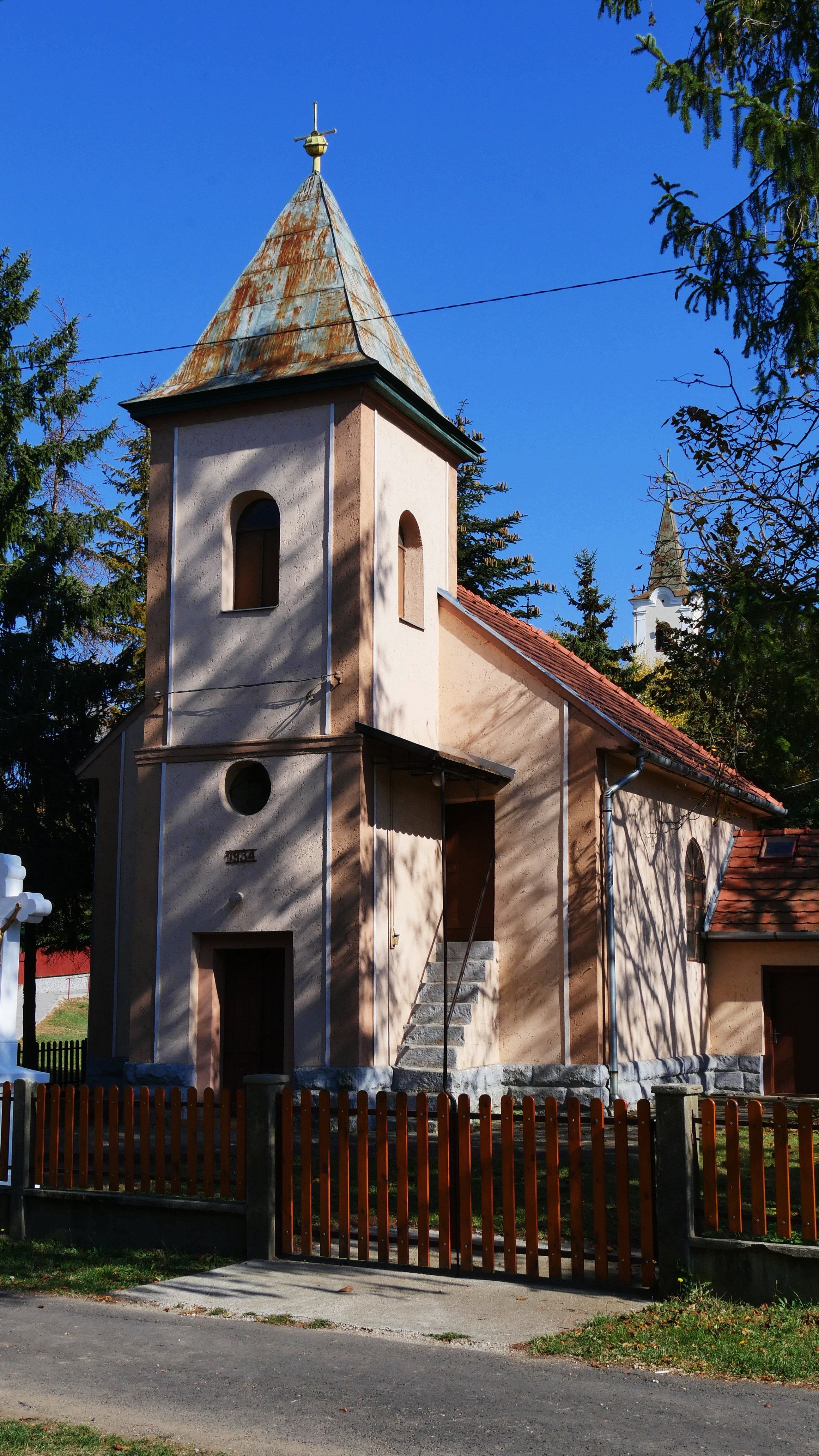
Római katolikus templom

A két világháború között evangélikus elemi iskola működött a faluban. A község nagy földterülettel rendelkező birtokosai Joób Albert és dr. Pilissy Nándor voltak. A második világháború az elsőnél is érzékenyebben érintette Fancsalt. Magas volt az eltűntek és a hősi halottak száma. Közéjük tartozott Amriskó Béla, Bányai János, Finta Béla, Micán Imre, Szalipszki Nándor, Szalipszki Ferenc, Szabó József, Tyukodi János, Veres Gábor, Novák József, Amriskó Ferenc, Csikó János, Figeczki Miklós, Kovács Andor, R. Kovács István, Sztodola Árpád, Szádvári András, Veréb András, Zupkó György és Zupkó Andor.
Fancsal lakói számára 1944. december 16-án ért véget a második világháború. Az 1949. évi népszámlálás 536 lelket talált a községben, kiknek többsége, 47,8%-a továbbra is evangélikus hívő volt. Őket követték a római katolikusok 33,6%-kal, a reformátusok 13,4%-kal és a görögkatolikusok 5,2%-kal. A szocializmus idején a falu népességszáma kezdetben nőtt, de 1960 után hanyatlásnak indult, s 1990-ben már csak 370 fős volt a lakónépesség.
A nagybirtokrendszer megszüntetéséről szóló 1945. márciusi kormányrendelet értelmében május 1-én Fancsalon is végrehajtották a földosztást, 1946-ban pedig földművesszövetkezet alakult. 1948-ban került sor a községi tanács felállítására. 1950-ben jött létre a Rákóczi termelőszövetkezeti csoport, ez azonban 1956-ban felbomlott. Végül 1959-ben alakult meg az Egyetértés Mezőgazdasági Termelőszövetkezet, amelyben az állattenyésztés (ló, szarvasmarha, baromfi) mellett különösen jelentős volt a kajszibarack- és almatermesztés. Ma is megtalálható sok fancsali ház padlásán a guzsaly vagy ismertebb nevén rokka. Sokan foglalkoztak kenderfonal-készítéssel, szövéssel. A község határában levő földek egy részét ma is kenderföldnek nevezik.
Az 1956-os forradalmi események október 28-án érték el Fancsalt, amikor többségében Miskolcon dolgozó fiatalok a megyeszékhelyen és a környező településeken zajló események hatására munkástanács megalakítását követelték B. Tóth József tanácselnöktől. A begyűjtés során elkövetett túlkapások miatt egyébként is régóta zúgolódó falusiak elégedetlensége tovább nőtt, amikor B. Tóth a követeléssel szemben tiltakozását fejezte ki. Nagyjából 200 fősre gyarapodó tömeg nemzeti színű zászlóval, énekelve vonult a tanácselnök lakásához. Útközben egy csoport behatolt az iskolába, ahol a falakon lévő képeket és egyéb dekorációt megrongálta. Mikor a tömeg B. Tóth házához ért, kiderült, hogy a tanácselnök és felesége Encs irányában elmenekült. A fiatalok egy része üldözőbe vette, s mikor Csorba Béla elsőként utolérte, leadott két figyelmeztető lövést. Erre B. Tóth a tiltakozókkal együtt visszatért a tanácsházához. Itt került sor a 13 tagú munkástanács megválasztására, melynek elnöke Czakó István földműves lett, titkára pedig Olexa József. Az új szerv alakuló ülésén saját követeléseként fogadta el a DIMÁVAG 21 pontból álló listáját és 7 tagú Rendészeti Bizottságot választott a rend fenntartása érdekében. A nemzetőrparancsnok Hornyák István, helyettese Szalipszki Dezső lett. Feloszlott a Rákóczi termelőszövetkezet, majd november 12-én Czakó bejelentette, hogy az encsi járási tanács utasítására helyre kell állítani a tanácsot, ismét B. Tóth elnökségével. A bejelentést követő tiltakozás hatására a járás november 21-én B. Tóth visszahívása és Czakó tanácselnöki kinevezése mellett döntött, utóbbi azonban 1957 januárjában lemondott, mire B. Tóth mégis visszakerült a pozíciójába. 1957-ben a község 22 lakosa ellen indult eljárás a forradalmi eseményekben való részvétel okán. A többséget felfüggesztett börtönbüntetésre ítélték, letöltendő büntetést csak Csorba János, Tomkó István és Csorba Béla kapott. Az ítélet egy-egy évre szólt, kivéve Csorba Béláét, akinek három esztendőt kellett volna börtönben tölteni, de ő már 1956 decemberében elhagyta az országot.
A szocializmus évtizedeiben, ha lassan is, de fejlődött a község. Kultúrterem, majd művelődési ház létesült, működött könyvtár és mozi, a fahidakat betonhidakra cserélték és 1959-ben megvalósult a falu villamosítása. Az evangélikus elemit 1948-ban államosították és a Diósgyőri Gépgyár dolgozói társadalmi munkában felújították. Az egytantermes, többnyire két tanerővel működő iskola 1968-ban új épületet kapott, noha ekkorra jelentősen csökkent a tanulók száma. Az 1945/46-os tanévben még 101 diákot befogadó intézményben 1965/66-ban már mindössze 36 fő tanult. Végül csak az alsó tagozat maradt helyben, a felsősöket a Baktakéken működő körzeti iskola fogadta.
A második világháború utáni közigazgatási átszervezés eredményeképpen 1950-től Fancsal Borsod-Abaúj-Zemplén megye Encsi járásának Forrói körjegyzőségéhez tartozott Abaújdevecserrel és Forróval együtt. Majd 1966. szeptember 30-tól Forró székhellyel Fancsal és Forró községi közös tanácsot szervezett, melyet 1984-től Encs városkörnyéki községgé nyilvánítottak. A rendszerváltást követően, 1991. január 1-én Fancsal és Forró részvételével újjáalakult a Forrói körjegyzőség.
A szocializmus idején jellemző népességfogyás a rendszerváltás táján megszűnt, de az utóbbi mintegy másfél évtizedben ismét csökkenés tapasztalható. 2020. január 1-én a község lakónépessége 302 fő volt. A 2011. évi népszámlálás alkalmával a lakosság 96,4%-ban magyarnak, 0,3%-ban szlováknak és szintén 0,3%-ban egyéb nemzetiségűnek vallotta magát. A megkérdezettek 3,6%-a nem kívánt válaszolni. Vallási tekintetben a lakosság 29,4%-át kitevő evangélikusok elvesztették korábbi vezető pozíciójukat, s a 36,0%-ot adó római katolikusok mögött a második helyre szorultak. Ugyanekkor a reformátusok aránya 13,9%, a görögkatolikusoké pedig 7,6% volt. 0,3% egyéb vallási közösséghez tartozónak, 4,3% felekezeten kívülinek mondta magát, míg 8,6% nem élt a válaszadás lehetőségével.
A csereháti településekre jellemző elvándorlás Fancsalt is érinti, bár a környező falvakhoz képest kisebb mértékben. A munkanélküliség azonban országos átlag feletti, s így magas a szociális juttatásban részesülők aránya. A házi- és gyermekorvosi szolgálatot a forrói körzeti orvos látja el, de fog- és szakorvosi ellátásra Encsen van lehetőség. A legközelebbi kórház Szikszón, mintegy 30 km-re, vasútállomás Forró-Encsen, 7,8 km-re található. Helyben csak óvodai ellátás biztosított, a tanköteles gyermekek a forrói és encsi általános iskolákat látogatják, és az utóbbi településen van lehetőség bölcsődei ellátásra is. A községben élő idős emberek számára az Ináncs-Forró-Fancsal Mikrotérség Szociális Alapszolgáltatási Központ nyújt segítséget. Fancsalon az elektromos, ivóvíz-, csapadékcsatorna-, szennyvíz- és gázhálózat is kiépített. A település közös önkormányzati hivatalt fenntartó község, melynek székhelye Forró. Fancsalon nemzetiségi önkormányzat nem működik.

## Közélete

### Polgármesterei
- 1990–1994: Podráczki János (KDNP)[73]
- 1994–1998: Varga István (független)[74]
- 1998–2002: Varga István (független)[75]
- 2002–2006: Varga István (független)[76]
- 2006–2010: Varga István (független)[77]
- 2010–2014: Varga István (független)[78]
- 2015–2015: Isóczki Lajos (független)[79]
- 2016–2019: Isóczki Lajos (független)[80]
- 2019–2024: Nyitrai Péter (független)[81]
- 2024– : Isóczki Lajos (független)[1]

A településen a 2014. október 12-én megtartott önkormányzati választás után, a polgármester-választás tekintetében nem lehetett eredményt hirdetni, szavazategyenlőség miatt. Aznap a 284 szavazásra jogosult lakos közül 207 fő járult az urnákhoz, egyikük érvénytelen szavazatot adott le, az érvényes szavazatok közül pedig egyformán 68-68 esett a négy független jelölt közül kettőre, dr. Pető Tamásnéra és Varga István addigi polgármesterre.
Kevesebb, mint másfél év múlva, 2016. március 6-án újra időközi polgármester-választást (és képviselő-testületi választást) tartottak a községben, az előző képviselő-testület önfeloszlatása miatt. A választáson a hivatalban lévő polgármester is elindult, és meg is tudta erősíteni a pozícióját.

## Népesség
A település népességének változása:
| Lakosok száma | 313  | 297  | 300  | 324  | 305  | 319  | 313  |
|               | 2013 | 2014 | 2015 | 2021 | 2022 | 2023 | 2024 |

A 2001-es népszámlálás adatai szerint a településnek csak magyar nemzetiségű lakossága volt.
A 2011-es népszámlálás során a lakosok 96,4%-a magyarnak, 0,3% szlováknak mondta magát (3,6% nem nyilatkozott; a kettős identitások miatt a végösszeg nagyobb lehet 100%-nál). A vallási megoszlás a következő volt: római katolikus 36%, evangélikus 29,4%, református 13,9%, görögkatolikus 7,6%, felekezeten kívüli 4,3% (8,6% nem válaszolt).
2022-ben a lakosság 91,5%-a vallotta magát magyarnak, 2,6% szlováknak, 2% egyéb, nem hazai nemzetiségűnek (5,9% nem nyilatkozott; a kettős identitások miatt a végösszeg nagyobb lehet 100%-nál). Vallásuk szerint 27,2% volt római katolikus, 21,3% evangélikus, 9,2% református, 6,6% görög katolikus, 0,3% egyéb keresztény, 4,6% felekezeten kívüli (30,5% nem válaszolt).

## Híres fancsaliak
- Itt él a miskolci születésű Bogár János ultramaratoni futó, a Spartathlon egykori győztese.